# Ледяные воины
Ледяные воины (англ. The Ice Warriors) — третья серия пятого сезона британского научно-фантастического телесериала «Доктор Кто», состоящая из шести эпизодов, которые были показаны в период с 11 ноября по 16 декабря 1967 года. Четыре эпизода сохранились в архивах Би-би-си, остальные два были утрачены и доступны лишь в виде реконструкций, в том числе официальных мультфильмов с оригинальной аудиодорожкой.

## Сюжет
В далеком будущем на базе Британникус главный техник Ян Гарретт и его персонал пытаются восстановить контроль над ионизатором, который используется для замедления движения ледников на Британи. Начальник базы Клент убежден, что они могут предотвратить новый ледниковый период, но группа знает, что лишь через несколько часов они могут потерять базу. Напряжение растёт, и в разговоре упоминается Пенли, учёный-индивидуалист, ушедший из команды. Оставшийся научный сотрудник Арден находится на леднике в поисках археологических ценностей, где обнаруживает человека в броне, вмороженного в лед. Арден и его коллеги выкапывают его из льда. За ними наблюдают двое бродяг: противники технологий Сторр и Пенли, которые живут в тундре. Когда один из команды Ардена погибает под лавиной, остальные уходят на базу вместе с находкой. Сторр также пострадал от лавины.
ТАРДИС приземляется вне базы. Доктор, Джейми и Виктория идут внутрь, где Доктор помогает с ионизатором. Арден и Уолтерс добираются до базы с находкой и размораживают её. Доктор обследует замороженного человека, и они понимают, что этот «ледяной воин» — инопланетянин. Весь персонал вызывается на совещание, и никто не замечает, что существо подает признаки жизни. Оно начинает двигаться, вырубает Джейми и берет Викторию в заложники.
Совещание прерывается Джейми, сообщившим о захвате Виктории. Тем не менее, только Ардена и Джейми могут отрядить на спасательную миссию. Существо представляется Виктории как Варга, ледяной воин с планеты Марс, пролежавший в заморозке тысячелетия. Он заставляет Викторию помочь ему найти команду и корабль.
Пенли идет на базу украсть медикаменты для Сторра. Он видит Варга и Викторию и следует за ними, пока они не покидают базу. Они встречают Клента, и Варга сильно ранит его. Пенли пытается вылечить его, и его находит Доктор, который понимает, что это и есть тот самый сбежавший учёный. Доктор помогает Кленту, и Пенли уходит.
Тем временем на леднике Варга находит четырех товарищей, возрождает их и требует возвести защитные укрепления и выкопать их корабль изо льда. За Варга наблюдает Пенли, который идет на ледник после лечения Сторра. Когда он возвращается обратно, у него уже сидит неожиданный посетитель: мисс Гарретт, которая просит его вернуться на базу.
Джейми и Арден возвращаются на базу, и их посылают на ледник, чтобы найти корабль инопланетян. Они находят выкопанную пещеру воинов и сообщают на базу. Через несколько минут их атакуют ледяные воины, после оставляя их на смерть. Пенли видит, что Арден мертв, но Джейми жив, и забирает его к себе домой. Сторр решает поговорить с ледяными воинами, убедив себя, что они могут быть союзниками.
Выйти на связь с Арденом не выходит, но через несколько секунд по видеосвязи Ардена выходит Виктория, которая говорит, что они в опасности из-за ледяных воинов. Один из них идет, чтобы поймать Викторию снова и использовать как приманку. Доктор решает пойти на корабль и спасти Викторию, прихватив с собой пузырёк сульфида аммония, который вреден для пришельцев. Тем не менее, Виктория убегает в пещеры, и, когда воин её находит, тот попадает под лавину и погибает. Доктор обследует корабль, и понимает, что тот функционирует, но в нем мало топлива. Сторра, предложившего свою помощь, убивают, но Викторию, приведенную им из пещер, оставляют в живых.
Тем временем, Доктора находит Пенли и отводит его к Джейми. Он понимает, что Джейми временно парализован, и направляется к марсианскому кораблю. Он предлагает себя в качестве посланника, включив коммуникатор так, чтобы Клент мог его слышать, и ему разрешается войти в шлюз. Под предлогом того, что ледник может раздавить корабль, Доктор требует вывести к нему Викторию. Прежде чем Варга отбирает коммуникатор, Доктор передает сообщение, что Кленту требуется использовать ионизатор, независимо от последствий. Доктор отправлен в центр корабля, где замечает системы ионных двигателей. Варга решает атаковать базу и приказывает воинам приготовить звуковую пушку.
Пенли привозит Джейми на мотосанях. Клент холодно приветствует Пенли, и те ссорятся. Клент говорит, что решил использовать ионизатор. Зондалу отдан приказ стрелять из пушки. Доктор и Виктория выплескивают химикаты на лицо Зондала, тот падает, но активирует звуковую пушку. Выстрел причиняет минимальный ущерб базе, и Варга по коммуникатору угрожает Кленту выстрелить снова. Тот знает, что база не сможет выдержать еще выстрел, и заключает перемирие между сторонами. Переговоры проваливаются, когда сошедший с ума техник, Уолтерс, пытается застрелить марсиан. Варга отключает реактор ионизатора, чтобы забрать изотопы ртути, нужные для корабля. Без ионизатора ледник начинает движение.
Доктор и Виктория настраивают пушку так, что она повредит лишь марсианам. Пенли увеличивает температуру в комнате до некомфортной для марсиан. Доктор стреляет из пушки, заставляя Варга с подчиненными покинуть базу, отключает её и сбегает с Викторией с корабля. На базе он и Пенли перекалибрует ионизатор. Компьютер высчитывает шанс 50 %, что корабль с ионным двигателем взорвется при столкновении с лучом ионизатора. Пенли просит Клента работать без оглядки на компьютер, перегружает его и включает ионизатор вручную.
Марсианское судно начинает разогреваться, но его уничтожает ионизатор. Корабль взрывается без цепной реакции, и проблема ледника, и ледяных воинов решена. Работа окончена, и команда ТАРДИС тихо ускользает.

## Трансляции и отзывы
| Эпизод            | Дата показа     | Продолжительность | Телезрители (в миллионах) | Archive                            |
| ----------------- | --------------- | ----------------- | ------------------------- | ---------------------------------- |
| «Эпизод 1»        | 11 ноября 1967  | 24:21             | 6.7                       | 16mm t/r                           |
| «Эпизод 2»        | 18 ноября 1967  | 24:16             | 7.1                       | Only stills and/or fragments exist |
| «Эпизод 3»        | 25 ноября 1967  | 23:58             | 7.4                       | Only stills and/or fragments exist |
| «Эпизод 4»        | 2 декабря 1967  | 24:23             | 7.3                       | 16mm t/r                           |
| «Эпизод 5»        | 9 декабря 1967  | 24:25             | 8.0                       | 16mm t/r                           |
| «Эпизод 6»        | 16 декабря 1967 | 23:58             | 7.5                       | 16mm t/r                           |
| [ 1 ] [ 2 ] [ 3 ] |                 |                   |                           |                                    |